# BPP Professional Education

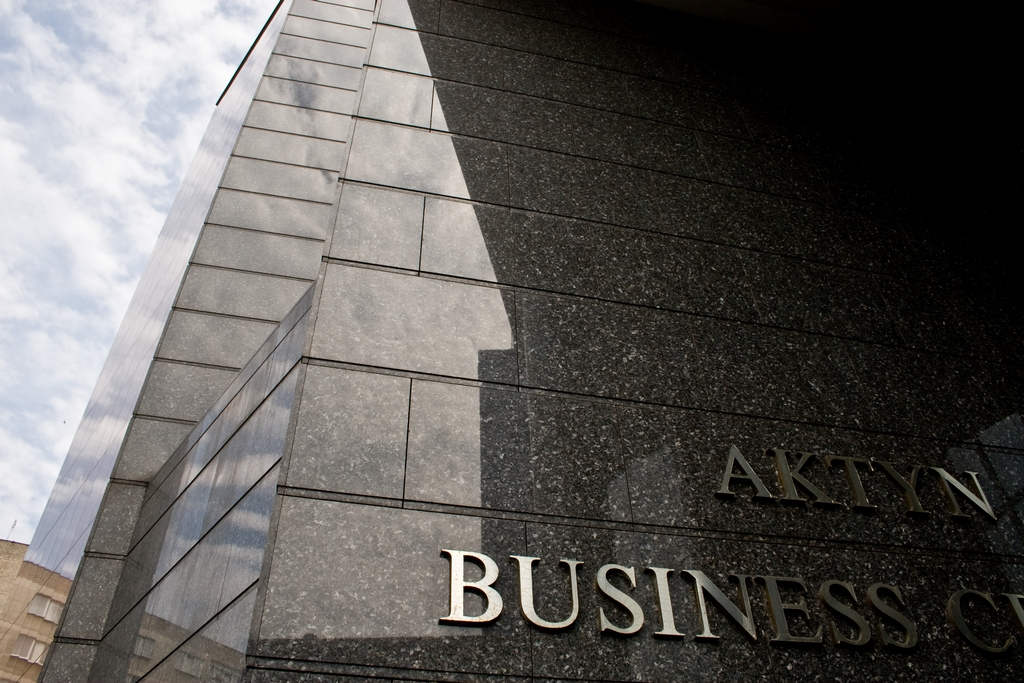

BPP Professional Education – przedsiębiorstwo brytyjskie specjalizujące się w organizowaniu szkoleń dla osób pracujących zawodowo w marketingu, zarządzaniu i finansach. BPP jest również wydawcą podręczników przygotowujących m.in. do takich międzynarodowych kwalifikacji jak: ACCA, CIMA, CIM.
Firma posiada 44 centra szkoleniowe na całym świecie, zatrudnia ponad 2000 pracowników. Do lipca 2009 była notowana na London Stock Exchange, kiedy to przejęła ją amerykańska grupa kapitałowo-edukacyjna Apollo Global

## Historia
Przedsiębiorstwo zostało założone przez Alana Brierley, Richarda Price i Charlesa Prior w 1976. Początkowo nazywało się Brierley Price Prior i specjalizowało w dokształcaniu studentów rachunkowości. Na London Stock Exchange pojawiło się w 1987. W tym samym roku BPN przejęło konkurencyjną firmę Mander Portman Woodward.
W 1992 przedsiębiorstwo utworzyło spółkę-córkę BPP College of Professional Studies, specjalizującą się w krótkich kursach z zakresu marketingu i zarządzania. W 2007 Tajna Rada Wielkiej Brytanii przyznała firmie prawo przyznawania brytyjskich tytułów zawodowych z zakresu zarządzania i rachunkowości. W lipcu 2009 firma została przejęta przez Apollo Global za sumę 368 milionów GBP.

## Struktura
BPP jest zorganizowana w następujący sposób:
- Professional Education (edukacja ustawiczna i kursy dyplomowe)
- College of Professional Studies – prowadzi stacjonarną BPP Law School i BPP Management School
- Mander Portman Woodward VI form colleges – prowadzi sieć szkół przejętych od Mander Portman Woodward

## BPP Professional Education w Polsce
Oddział BPP w Polsce powstał w 1999 roku. i specjalizuje się w szkoleniach przygotowujących do zdobycia międzynarodowych kwalifikacji zawodowych ACCA, CIMA, CIM, CIA oraz szkoleniach zamkniętych z rachunkowości finansowej i zarządczej (MSSF, US GAAP, ustawa o rachunkowości) podatków i marketingu. Posiada 2 stałe centra szkoleniowe w Polsce: w Warszawie i Krakowie.

### Zakres kształcenia w Polsce
BPP szkoli w zakresie Międzynarodowych Standardów Sprawozdawczości Finansowej, amerykańskich zasad rachunkowości (US GAAP), rachunkowości zarządczej, audytu i prawa podatkowego. Firma prowadzi szkolenia przygotowujące do zdobycia międzynarodowych dyplomów:
- ACCA (Association of Chartered Certified Accountants) finanse i rachunkowość
- CIMA (Chartered Institute of Management Accountants) rachunkowość zarządcza
- CIA (Certified Internal Auditor) audyt wewnętrzny
- CGAP (Certified Government Auditing Professional) audyt wewnętrzny w sektorze publicznym
- CIM (Chartered Institute of Marketing) marketing